# Scythris obscurella
Scythris obscurella is een vlinder uit de familie dikkopmotten (Scythrididae). De wetenschappelijke naam is voor het eerst geldig gepubliceerd in 1763 door Scopoli.
De soort komt voor in Europa.